# Окча (река)
Окча — река в России, протекает по территории Торопецкого и Западнодвинского районов Тверской области. Правый приток Западной Двины. Длина реки составляет 16 км.

## Течение
Протекает по территории Торопецкого и Западнодвинского районов, Речанского и Западнодвинского сельских поселений соответственно.
Окча вытекает из озера Мелкое на высоте 190,9 метров над уровнем моря и почти сразу после истока принимает крупнейший приток — Турицу. Ширина реки в верхнем течении около 7 метров, глубина до 1,3 метра. Река течёт в юго-восточном направлении по малонаселённой лесной, а низовье болотистой местности. В нижнем течении Окча имеет ширину около 10 метров, глубину до 1,5 метров. Впадает в Западную Двину справа.

## Притоки
Крупнейший приток — Турица — левый. Справа в Окчу также впадает протока, вытекающая из озера Большое Мошно.

## Населённые пункты
На берегу самой Окчи населённых пунктов нет. В её бассейне расположены деревни Мещеки и Федотово, относящиеся к Речанскому сельскому поселению Торопецкого района.
Ранее на берегу реки располагались деревни Окча, Короли, Мошница и другие. 

## Мосты
Реку пересекает Торопецкий тракт — автодорога 28Н-1815 Речане — Бибирево.